# Jazvinka
Jazvinka (ryska: Язвинка) är ett vattendrag i Belarus.   Det ligger i voblasten Vitsebsks voblast, i den norra delen av landet, 210 km nordost om huvudstaden Minsk.
I omgivningarna runt Jazvinka växer i huvudsak blandskog. Runt Jazvinka är det ganska tätbefolkat, med 75 invånare per kvadratkilometer.